# Ausafa
Ausafa (łac. Diœcesis Ausafensis) – stolica historycznej diecezji w Cesarstwie Rzymskim (prowincja Bizacena), współcześnie w Tunezji. Pierwszym wzmiankowanym biskupem był Lucjusz (255). Od 1933 katolickie biskupstwo tytularne.

## Biskupi tytularni
| Lp. | Biskup                      | Od               | Do               |
| --- | --------------------------- | ---------------- | ---------------- |
| 1   | Maurice Rousseau            | 28 lutego 1962   | 29 września 1967 |
| 2   | Jorge Manuel López          | 20 maja 1968     | 5 kwietnia 1972  |
| 3   | Raúl Eduardo Vela Chiriboga | 20 kwietnia 1972 | 29 kwietnia 1975 |
| 4   | Fulgence Le Roy OSB         | 10 lipca 1975    | 15 grudnia 1988  |
| 5   | Warlito Cajandig            | 17 kwietnia 1989 |                  |